# Дочь святого Марка

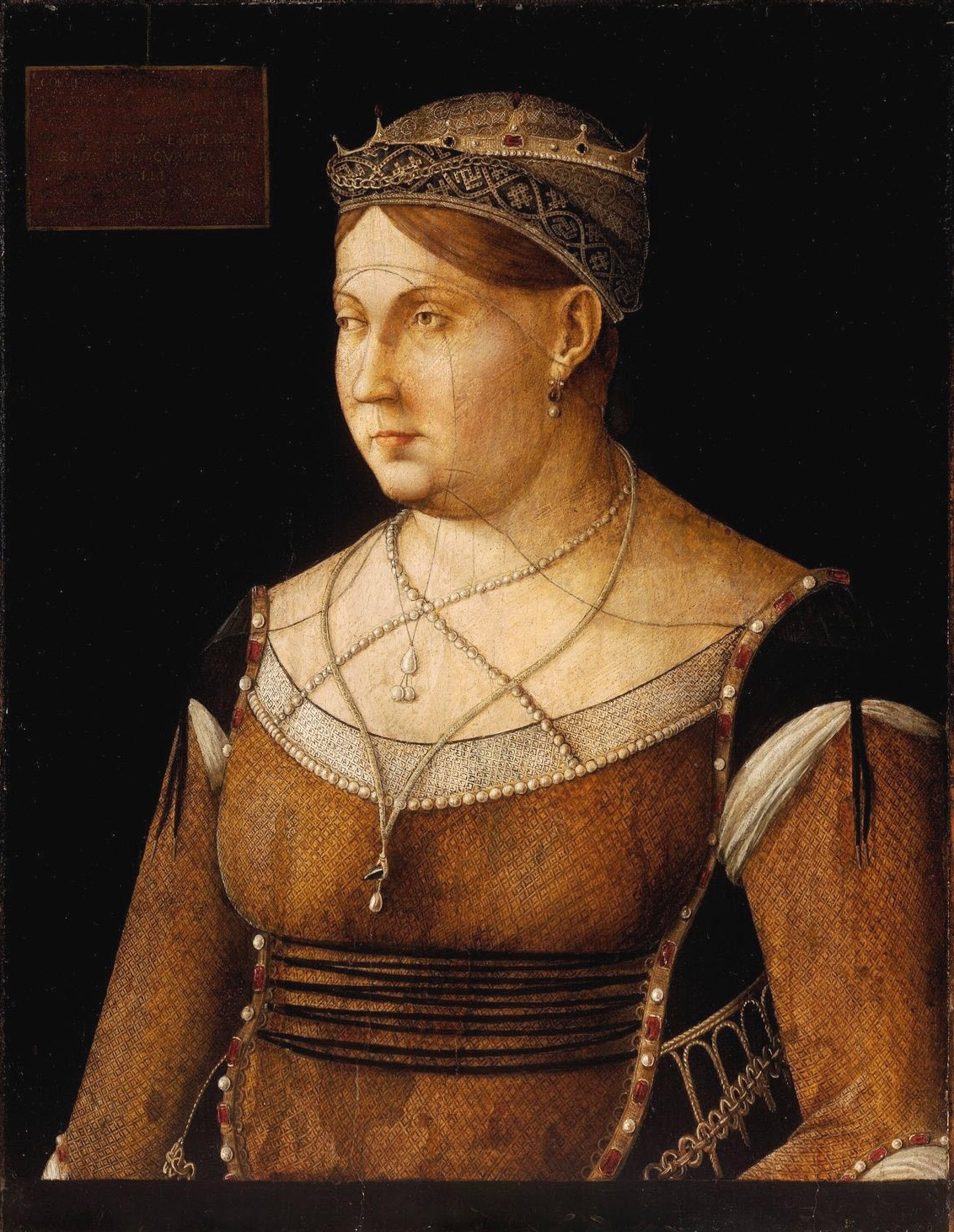
«Портрет Катерины Корнаро, королевы Кипра» работы Джентиле Беллини

Дочь святого Марка, дочь Венецианской республики (итал. Figlia adottiva della Repubblica) — почетный титул, которым Венецианская республика, не имевшая монархии, награждала дочерей своих патрициев, выдавая их замуж за иностранных правителей. Данный титул уравнивал невест в положении с настоящими итальянскими принцессами по крови.

## Список
- Катерина Корнаро, супруга короля Кипра (1473)
- Бьянка Каппелло, супруга Великого герцога Тосканского (1578)
- В 1582 году шли переговоры о браке Чезаре д'Эсте, сына феррарского герцога, и племянницы венецианского дожа, и ей также планировалось дать титул, но Бьянка Капелло запротестовала, так как это бы умалило её положение[1].